# ヨハン・ピンゼル
ヨハン・ゲオルク・ピンゼル（ウクライナ語: Йоган-Георг Пінзель、ドイツ語: Johann Georg Pinsel、ポーランド語: Jan Jerzy Pinzel、1706年頃または1720年頃 - 1761年9月16日から1762年10月24日の間）は、18世紀中葉のガリツィアで活躍した彫刻家。後期バロックとロココの代表的な芸術家であり、リヴィウ彫刻学派の創始者とされる。作品は強い感情表現と動的な構成、生き生きとした形態が特徴である。ピンゼルは「ガリツィアのミケランジェロ」とも称される。

## 生涯
ピンゼルの出自、出生地、出生年、ガリツィアへの移住経緯、死因はほとんど不明である。名前からキリスト教徒であることが推測される。一説ではイタリア出身で、作品にミケランジェロの影響が見られるという仮説もある。美術史家ズビグニェフ・ホルヌングは、ピンゼルの作品がプラハの彫刻学派に似ていることからチェコ出身を主張した。ミコウァ・ホウベツは彼を「シレジアの彫刻家」と呼んだ。
1740年代末、建築家ベルナルト・メレティンの招きでポーランド・リトアニア共和国に渡り、ミコワイ・バジリ・ポトツキの依頼で彫刻作品を手掛けた。別の説では、1740年代中盤にポトツキの宮廷に現れ、彼の主要なパトロンとなった。1750年代から1760年代にかけて、主にメレティンと共同で、リヴィウ、ホドヴィツィ（現リヴィウ州）、ホロデンカ、フヴィズデツィ（現イヴァーノ＝フランキーウシク州）、モナスティルィシカ、ブチャチ（現テルノーピリ州）で活動した。
1756年4月前、ヨハン・ゲオルク・ゲルトナーと共にリヴィウのトリニタリアン修道院教会の祭壇（聖フェリクス・デ・ヴァロワとヤン・デ・マタ、または他の聖人）の制作を開始し、1757年4月に完成。報酬として990ズウォティを受け取った。また、聖ヤン・ネポムツェニとヤキムの小型彫像も制作した。
1750年代末、メレティンはホドヴィツィの諸聖人教会の装飾をピンゼルに依頼したが、メレティンの急死により説教壇（ホロデンカ教会の説教壇の簡略版）のみ完成。1759年から1761年にかけ、聖アタナシウス、聖レオン、聖ユーリの騎馬像を制作し、36,896ズウォティの巨額報酬を得た。メレティンの死前、市場広場のズホロヴィチ邸（ウクライナ・ギリシャ・カトリック教会のレオ・シェプティツキ司教の邸宅）のバルコニー用コンソールを制作した。
1761年、ポトツキはリヴィウのドミニコ会教会と修道院の彫刻に10万ズウォティを寄付し、ピンゼルに制作を委託。2つの側祭壇（現存せず、聖ニコライ、ヨシフ、アウグスティヌス、ドミニクの像は1764年の聖別前に完成）と聖母子像を制作。1764年春から外装の装飾も行った。同年、聖ユーリ大聖堂の装飾を完成させ、モナスティルィシカの生神女就寝教会の報酬を受け取った記録がピンゼルの最後の足跡である。
ピンゼルは1761年9月16日から1762年10月24日の間に、おそらくブチャチで死去した。死因は不明だが、老衰の可能性が指摘される。

### 家族
1751年5月13日、ブチャチで未亡人マリアンナ・エウジュビェタ・ケイトヴァ（旧姓マイェフスカ）と結婚。2人の息子、ベルナルト（1752年生、名付け親はベルナルト・メレティン）とアントン（1759年生）をもうけた。マリアンナは1762年10月24日、ヨハン・ベーレンスドルフと3度目の結婚をし、ピンゼルの工房を継いだ可能性がある。

## 作品
ピンゼルの作品は署名や製作年がなく、帰属は美術史家の研究による。主要な作品は以下の通り：
- ブチャチの聖ヤン・ネポムツェニ像（英語版）（1750年、頭部のみ現存）、ブチャチの聖母像（英語版）（1751年）、ブチャチ（英語版）
- サムソンとライオン（ピンゼル美術館（英語版）、元ホドヴィツィの諸聖人教会（英語版））
- ブチャチ市庁舎（英語版）の装飾彫刻（14体中9体現存、例：ヘラクレス、ポセイドン、ダビデ、コサック）
- 聖ユーリ、聖レオン、聖アタナシウス（聖ユーリ大聖堂（英語版）、リヴィウ）
- ホロデンカの無原罪の御宿り教会（英語版）の祭壇（18体中5体現存）
- ホロデンカの聖母マリアの柱（英語版）（ホロデンカ（英語版））
- ウースチャ・ゼレーネの聖三位一体教会、フヴィズデツィのベルナルディン修道院（英語版）の内装
- 十字架像（リヴィウのフランシスコ会教会、リヴィウの聖マルティン教会、現ヤスウォ（英語版））
- アブラハムの犠牲、聖母子像、ソロモン王（ピンゼル美術館（英語版））
- 聖オヌフリイ（ルコムィシュ）

ピンゼルの工房はブチャチにあり、トマス・フッター、コンラト・クチェンライター、アントン・オシンスキら後進の育成に貢献した。

### 塑像模型（ボツェッティ）
- 聖ユーリの騎馬像（51cm、リヴィウ国立博物館（英語版）、聖ユーリ大聖堂（英語版）の原型）
- 聖ヤキムの像（ピンゼル美術館（英語版）、独立作品の可能性）
- 6体のボツェッティ（1999年発見、バイエルン国立博物館（英語版）、例：聖ヨシフ、聖ヒエロニム）

## 評価と記念
ピンゼルの作品は、ルーブル美術館（2012年11月21日～2013年2月25日）やベルヴェデーレ宮殿 (ウィーン)（2016年10月28日～2017年2月12日）で展示された。ウクライナ国立銀行は2010年、5フリヴニャの記念銀貨を発行。ウクライナ郵便は「聖母」と「天使」の切手を発行した。
2014年11月16日、ブチャチにピンゼルの記念碑が建立された（彫刻家：ロマン・ヴィルフシンスキ、寄贈者：ヴァシル・ババラ）。2016年6月3～5日、ブチャチで「ピンゼルの日」芸術フェスティバルが初開催された。

## 文学におけるピンゼル
ピンゼルは以下の小説に登場する：
- Кононенко, Євгенія (2007). Жертва забутого майстра [忘れられた巨匠の犠牲]. Київ: Грані-Т
- Єшкілєв, Володимир (2007). Втеча майстра Пінзеля [ピンゼル巨匠の逃亡]. Київ: Грані-Т
- Андрухович, Софія (2020). アマドカ（英語版）. Львів: Видавництво Старого Лева
- Пустиннікова, Ірина (2023). Пінзель. Фантазія на тему біографії [ピンゼル：伝記をテーマにした幻想]. Київ: Фоліо

## ギャラリー

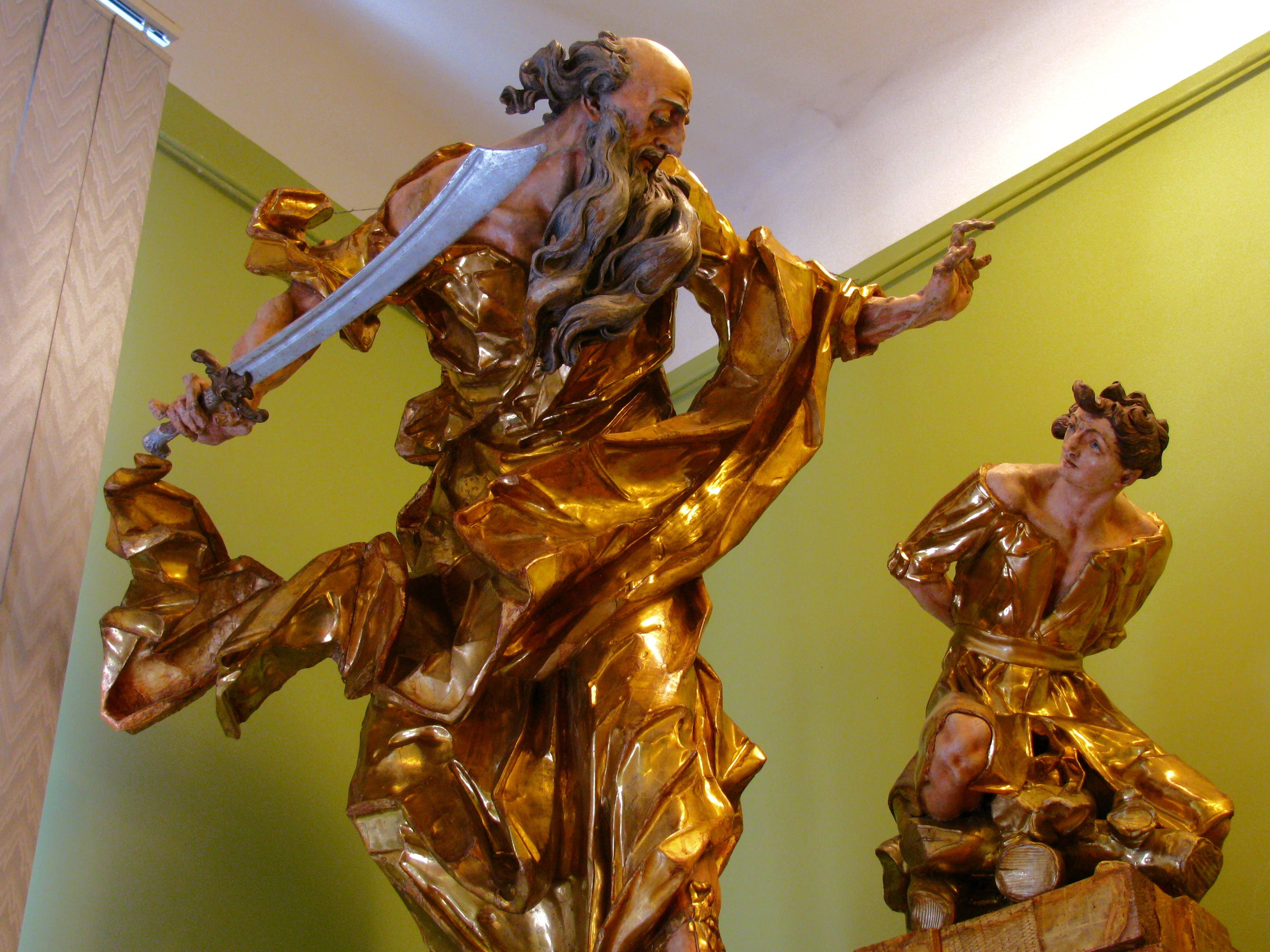
アブラハムの犠牲
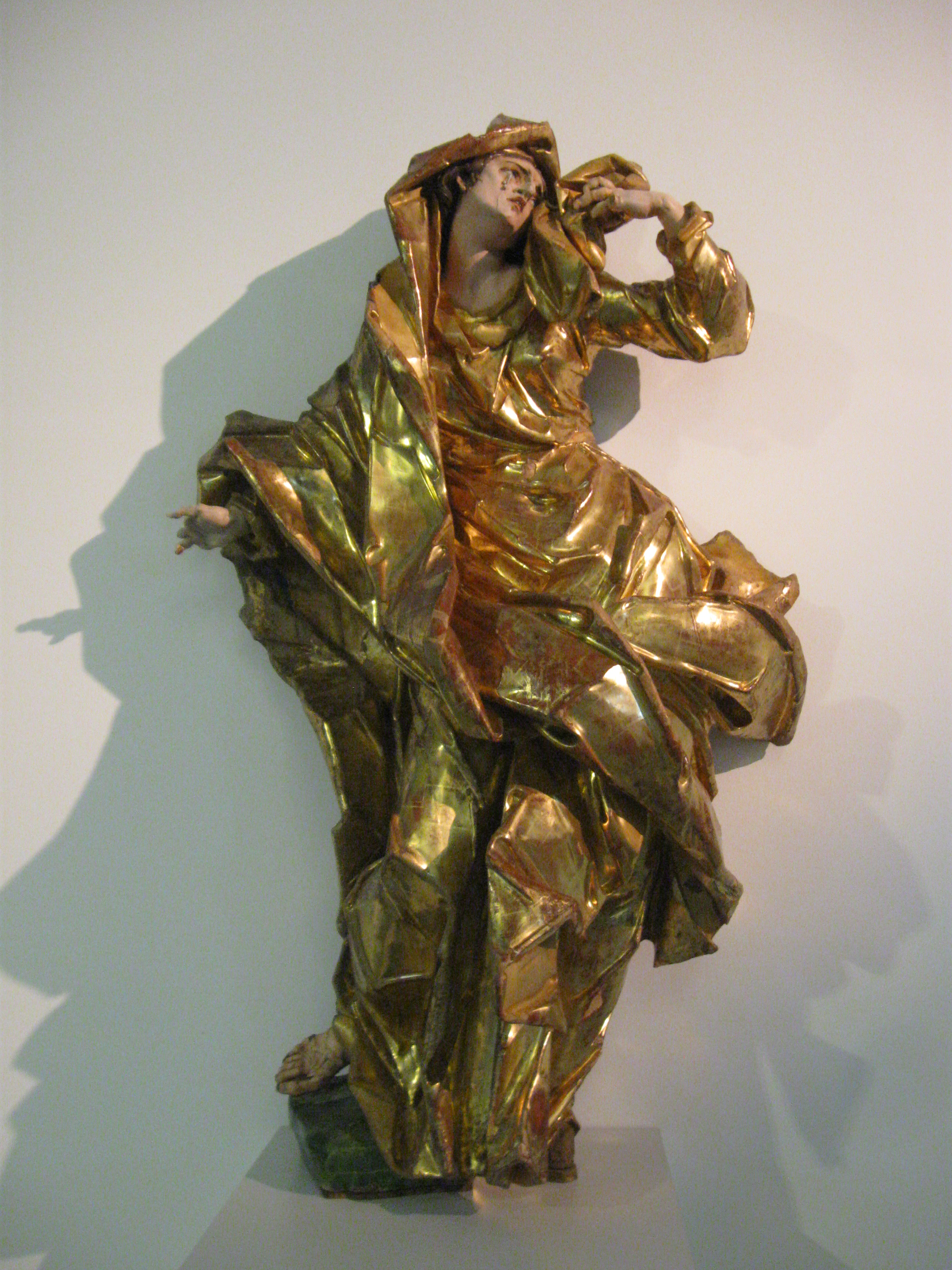
聖母
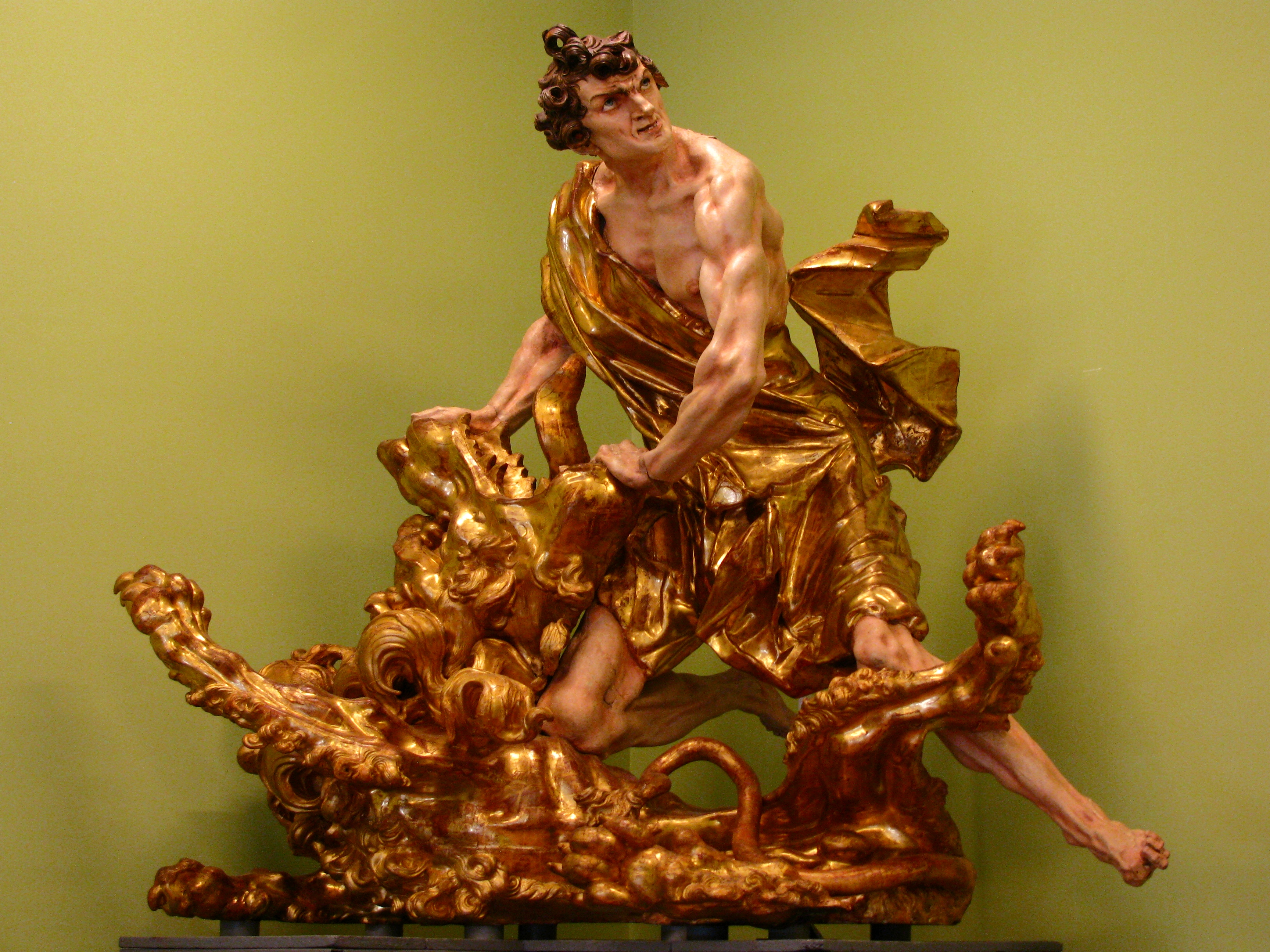
サムソンとライオン
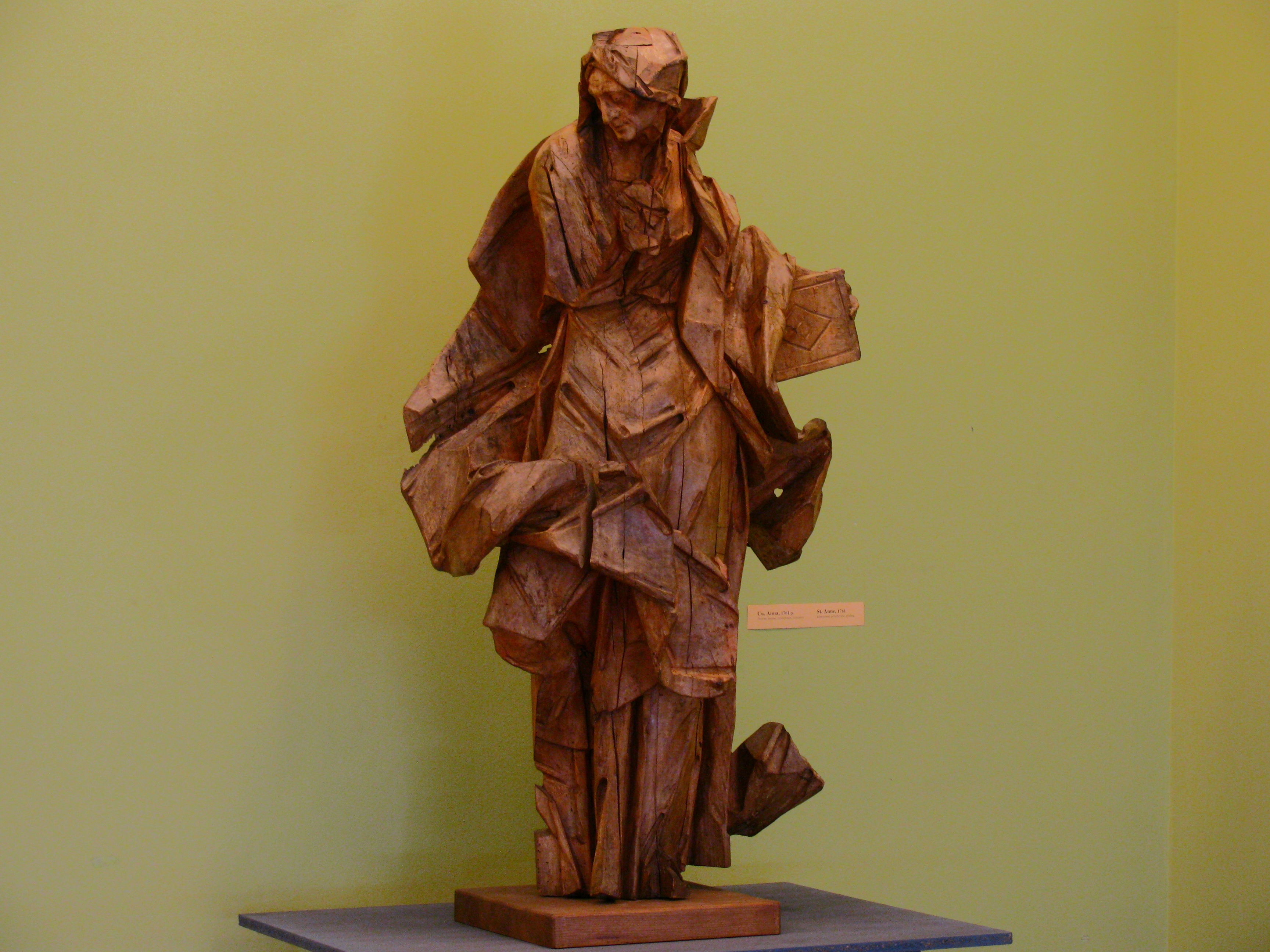
聖アンナ、モナスティルィシカ（英語版）
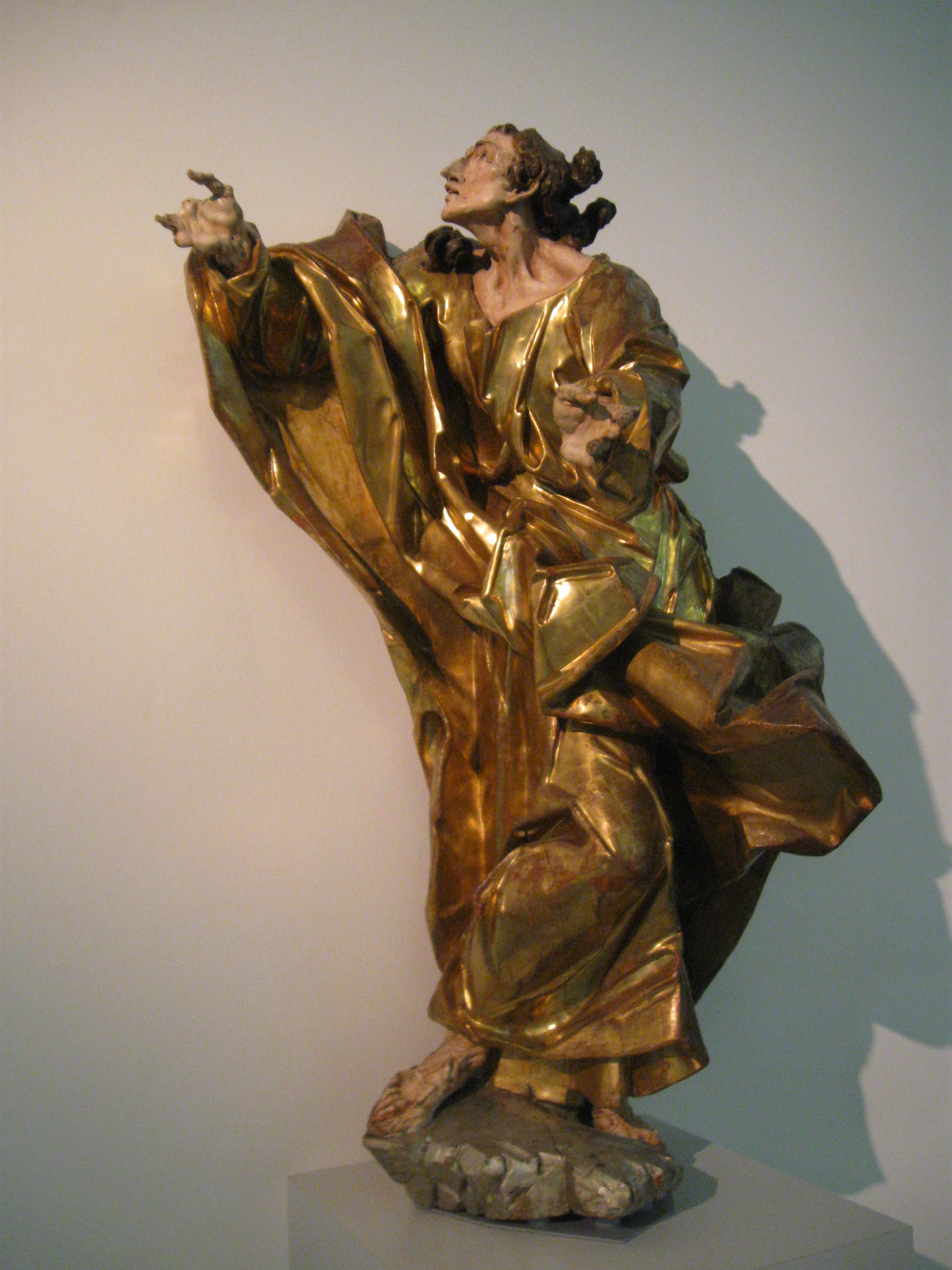
聖ヨハネ
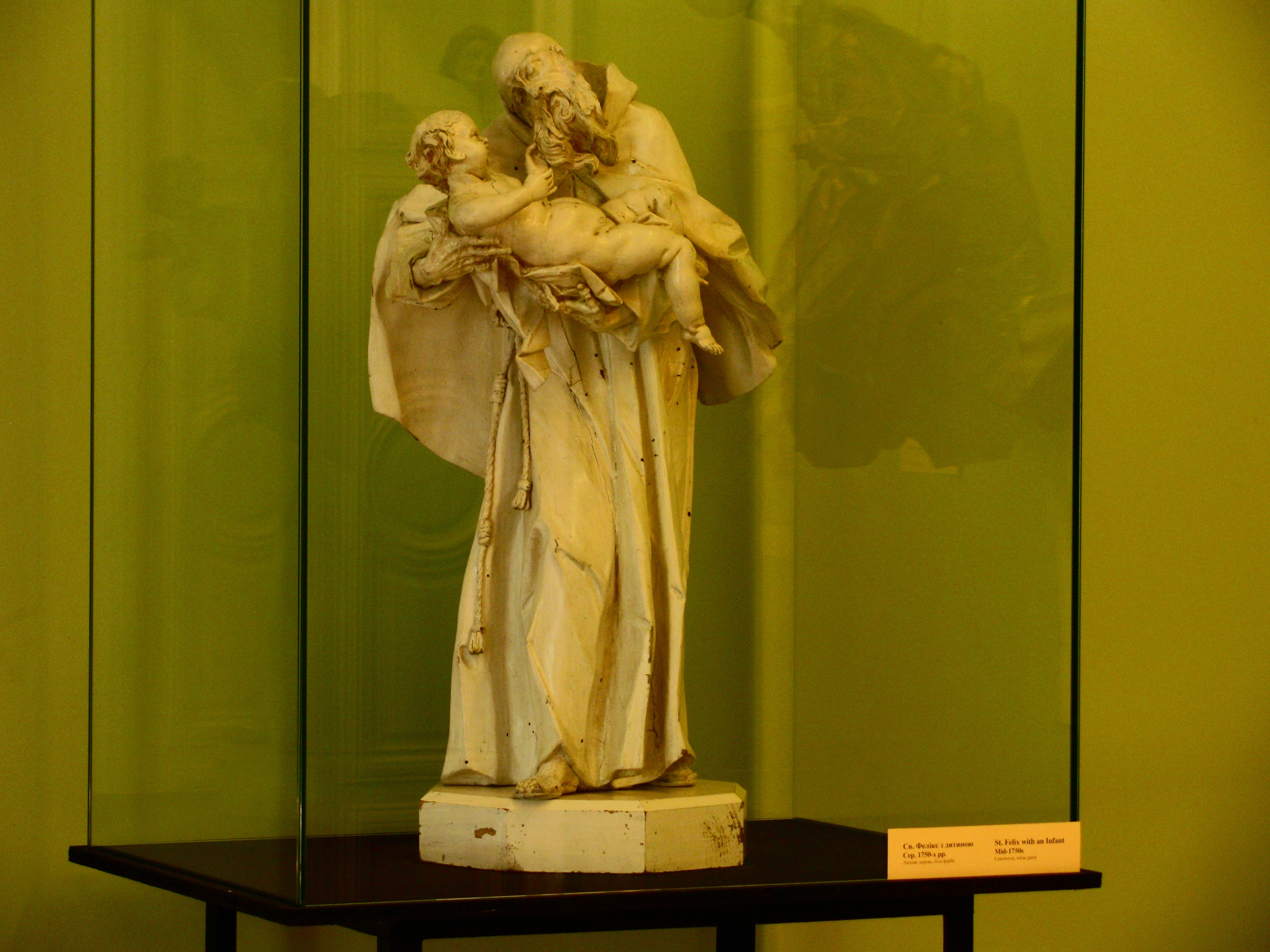
子を抱く聖フェリクス
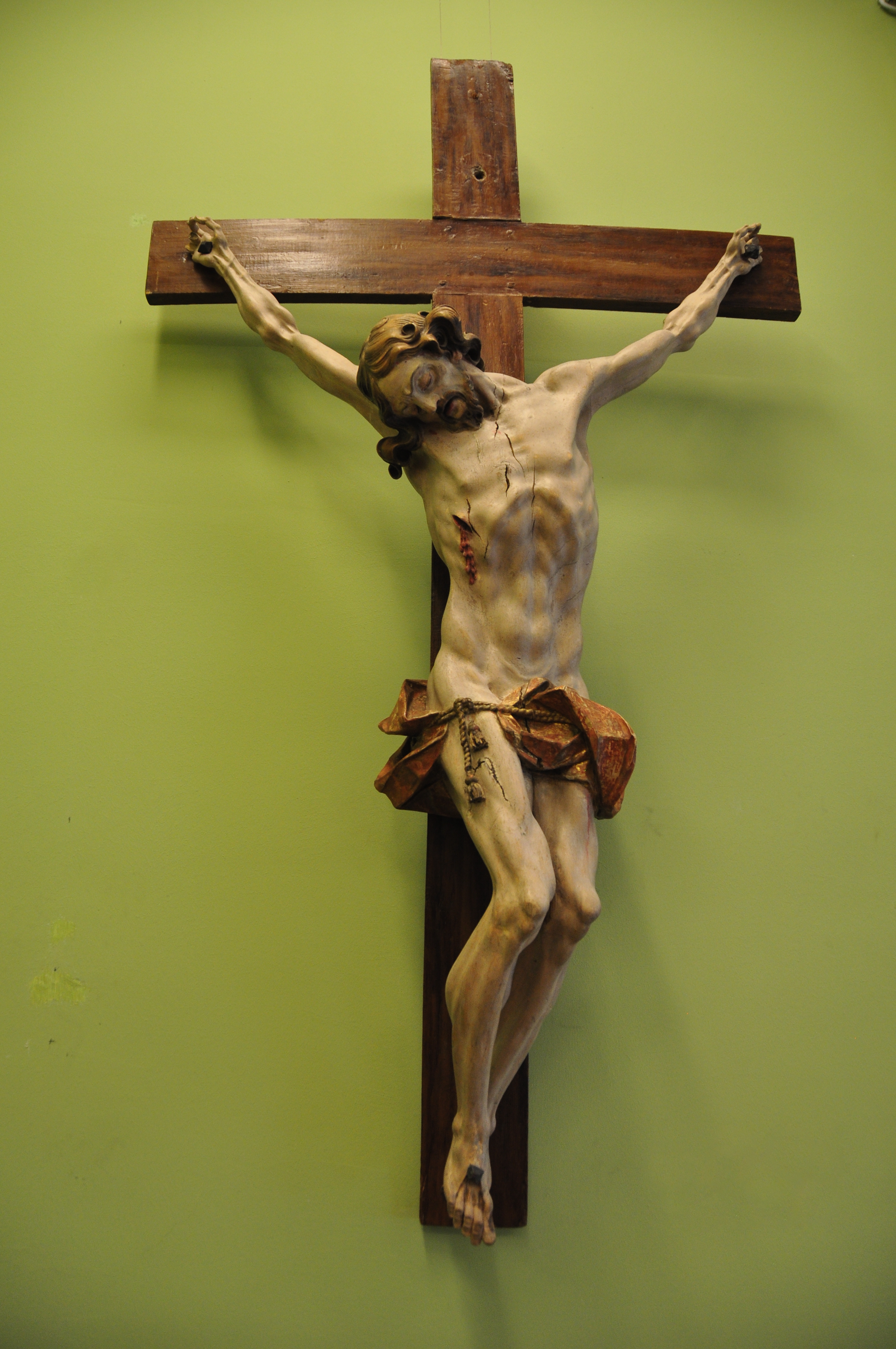
十字架像
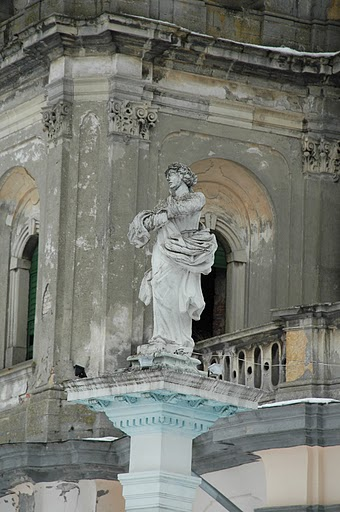
ホロデンカの聖母マリアの柱（英語版）、ホロデンカ（英語版）
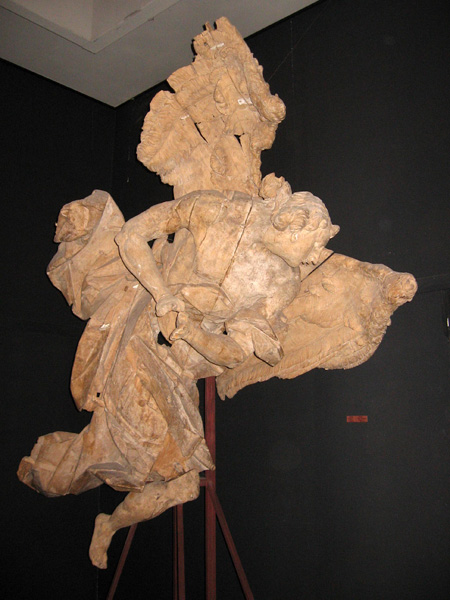
天使
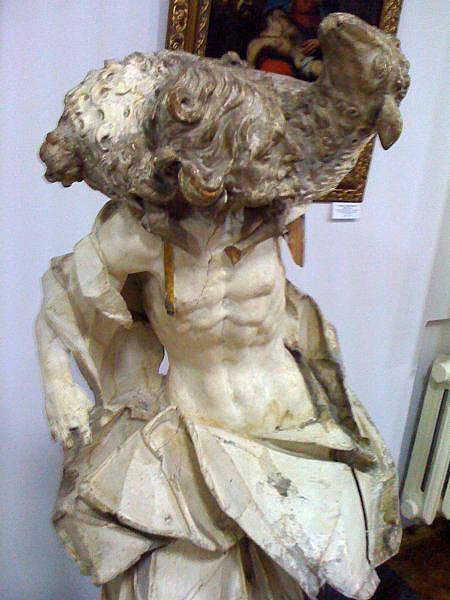
「良き羊飼い」